# Emilie Jansen
Emilie Jansen (* 26. September 1871 in Düsseldorf; † nach 1918) war eine deutsche Blumen- und Stilllebenmalerin der Düsseldorfer Schule.

## Leben
Emilie Jansen war die Tochter des Landschaftsmaler-Ehepaars Joseph und Luise Jansen. Bis 1910 wurde sie von ihrer Mutter in Düsseldorf geschult. 1918 war sie als Blumen- und Stilllebenmalerin in Darmstadt tätig.